# Inarrestabile (romanzo Jack Campbell)
Inarrestabile (The Lost Fleet: Relentless) è un romanzo dello scrittore statunitense John G. Hemry pubblicato nel 2009, firmato con lo pseudonimo Jack Campbell, classificabile nei filoni della fantascienza militare e della fantascienza hard.
Il romanzo appartiene alla serie Lost Fleet, preceduto da La Valiant (The Lost Fleet: Valiant, 2008) e seguito da The Lost Fleet: Victorious (2010).

## Trama
(Jack Campbell, Inarrestabile)
L'astronave da combattimento della flotta dell'Alleanza Merlon, capitanata da John "Black Jack" Geary, è irrimediabilmente danneggiata durante un combattimento contro la flotta della Corporazione. Geary, dopo aver messo in salvo il suo equipaggio, abbandona l'astronave in una capsula di salvataggio ibernandosi, dopo aver autodistrutto la Merlon. Quando viene raccolto dalla flotta alleata, sono passati cento anni ma la guerra è ancora in corso. La sua fama è diventata leggenda e la sua "anzianità relativa" di servizio, gli permette di assumere il comando della flotta, di ritorno verso lo spazio alleato. Geary trasferisce il comando a bordo dell'ammiraglia Dauntless, capitanata dall'esperta Tanya Desjani.
La flotta dell'Alleanza è a corto di scorte; nel sistema di Dilawa si approvvigiona delle materie prime necessarie per la lunga navigazione verso casa. Successivamente Geary dirige la flotta verso il sistema di Heradao, dove sono tenuti prigionieri molti alleati. Dopo uno scontro con la flotta corporata e una dura battaglia terrestre, quest'ultima combattuta dai marines alleati guidati dal colonnello Carabali, i prigionieri vengono liberati. L'intelligence alleata viene a sapere che molti pianeti corporati si stanno ribellando alla dittatura. Oltre al pericolo corporato, un'altra entità si oppone all'Alleanza. Una civiltà aliena ha in progetto di far esplodere i portali che consentono la navigazione iperluce, distruggendo di conseguenza tutti i sistemi vicini. I sabotaggi e le conseguenti stragi, avrebbero riacceso l'astio tra le fazioni terrestri, a vantaggio degli alieni. Tuttavia il comandante alleato Crésida ha inventato un dispositivo che inibirebbe l'esplosione dei portali. L'intelligence viene inoltre a sapere dell'esistenza di una flotta di riserva della Corporazione, originariamente posta a presidio del confine con gli alieni, che si starebbe spostando per intercettare la flotta di Geary non appena giunta nella zona alleata, presso Atalia. La flotta alleata arriva sul sistema di Padronis; un virus informatico introdotto da sabotatori, fa esplodere l'astronave Lorica, mentre la Dauntless sfugge per un pelo alla distruzione. Il capitano della Lorica partecipava a un tentativo di golpe ma aveva nascosto nei sistemi di comunicazione della sua astronave un messaggio con il quale rivelava i nomi dei traditori, che sarebbe partito automaticamente qualora i congiurati avessero attentato alla sua vita. Grazie al messaggio Geary, seguend i consigli della navigata senatrice Rione, smaschera il capitano Kila che denuncia un altro capitano, per poi suicidarsi. L'insurrezione è sventata, tuttavia Geary viene a conoscenza che una nutrita fazione di militari, diretti dal capitano Badaya, stanca dell'incompetenza e della corruzione della classe politica che ha fatto impantanare la guerra per decenni, vorrebbe convincerlo a prendere il potere non appena tornati nella zona dell'alleanza. Ancora su consiglio di Rione, appoggiata da Desjani, seppure tra le due donne non corra buon sangue, non respinge categoricamente la proposta di Badaya, prendendo tempo.
La flotta balza verso Atalia; qui ha avuto luogo una battaglia tra la flotta di riserva della Corporazione e le navi dell'Alleanza che hanno avuto la peggio contro forze soverchianti. Le astronavi scampate sono fuggite verso il sistema Varandal, inseguite dal nemico. Geary lascia parte delle sue navi a raccogliere i sopravvissuti sotto il comando di Badaya e dirige il grosso delle forze verso il punto di salto che porta a Varandal, sebbene le loro riserve di celle energetiche siano quasi esaurite e quindi la loro operatività seriamente compromessa. Durante le operazioni di recupero, da un capitano nemico si viene a sapere che a Kalixa il portale di navigazione è stato fatto esplodere, causando la distruzione del sistema. I corporati non sanno che i colpevoli del genocidio non sono gli alleati, bensì gli alieni, che speravano così di distruggere la flotta di Geary che, secondo i loro errati calcoli, si sarebbe dovuta trovare in quella zona. La flotta corporata ha l'obiettivo di distruggere il portale di Varandal per rappresaglia. Geary, decide che di diffondere le informazioni sulla pericolosità dei portali e come dietro alla loro distruzione vi siano i piani degli alieni. Decide inoltre di diffondere gli schemi del dispositivo di sicurezza sviluppato da Crésida, seppure tale diffusione di informazioni rivolte anche al nemico, possa essere considerato alto tradimento. Geary, prima di procedere, riunisce tutti i comandanti della flotta e ottiene da loro piena fiducia e supporto al piano. Rione si incarica di trasmettere le informazioni, poiché meno esposta a ripercussioni.
La flotta attraversa il portale e giunge a Varandal, finalmente nello spazio di influenza alleato. Qui la situazione si rivela immediatamente disperata per le poche astronavi alleate a difesa, tra cui quella capitanata da Jane Geary, la pronipote di John Geary. La scarsità di combustibile penalizza la flotta alleata nei combattimenti ma, nonostante le forze nemiche siano superiori, grazie al provvidenziale ricongiungimento delle astronavi comandate da Badaya e arrivate da Atalia, all'eroismo delle astronavi difenditrici, e alla perizia tattica di John Geary, il nemico viene sconfitto e il portale messo in sicurezza. Terminata la battaglia, la flotta viene rifornita di celle energetiche mentre le navi più danneggiate vengono dirette ai bacini di carenaggio. Geary resta per il momento. il comandante della flotta. Ora tutti i portali sono stati messi in sicurezza, grazie all'invenzione Crésida, morto in battaglia con il suo equipaggio.

## Personaggi
John GearySoprannominato "Black Jack", è il comandante della flotta dell'Alleanza. Gli viene assegnato il comando dopo essere stato recuperato nello spazio, ibernato in una capsula di salvataggio, cento anni dopo la distruzione della sua astronave per mano della flotta della Corporazione.
Victoria RioneCo-presidentessa della Repubblica di Callas e senatrice dell'Alleanza.
Tanya DesjaniLa comandante dell'astronave ammiraglia della flotta dell'Alleanza Dauntless.
CarabaliColonnello, la comandante delle forze di marines distaccati sulla flotta alleata.
Jaylen CrésidaComandante alleato, ideatore di un sistema di sicurezza per i portali di navigazione iperluce.

## Edizioni
- (EN) Jack Campbell, The Lost Fleet: Relentless, New York, Ace Books, marzo 2009, ISBN 978-1-101-04641-8.
- (FR) Jack Campbell, Acharné, traduzione di Frank Reichert, La Dentelle du Cygne, Nantes, L'Atalante, gennaio 2010, ISBN 978-2-84172-490-1.
- Jack Campbell, Inarrestabile, traduzione di Stefano Ternavasio, Urania, n. 1721, Milano, Mondadori, dicembre 2023.